# Nyūzen
Nyūzen (入善町, Nyūzen-machi) est un bourg du district de Shimoniikawa, dans la préfecture de Toyama, au Japon.

## Géographie

### Démographie
Au 1er février 2014, la population de Nyūzen s'élevait à 26 017 habitants répartis sur une superficie de 71,29 km2.